# Land Rover
Land Rover je značka britské automobilky Jaguar Land Rover, která se specializuje na automobily s pohonem všech kol. Jaguar Land Rover s jeho centrálou ve Whitley, Coventry, byl koupen indickou automobilkou Tata Motors v roce 2008.
Land Rover je druhá nejstarší značka s pohonem všech kol (po Jeepu).
Jméno bylo původně použito společností Rover Company pro jeden specifický model, pojmenovaný jednoduše Land Rover, uvedený na trh v roce 1948. Po letech se označení vyvinulo ve značku zahrnující celou řadu modelů s pohonem všech kol, zahrnující Defender, Discovery, Freelander, Range Rover, Range Rover Sport a Range Rover Evoque. Automobily Land Rover jsou v současnosti montovány ve firemních továrnách v Halewood a Solihull a výzkum a vývoj sídlí ve výzkumných centrech v Gaydon a Whitley. V roce 2016 prodal Land Rover celosvětově 434 582 automobilů.
Název Land Rover patřil původně automobilu z roku 1948 inspirovanému vojenským Jeepem – průkopníkovi terénních 4×4 vozidel pro civilní použití. Land Rover byl postaven na podvozku zmíněného Jeepu a díky kvalitní karoserii si vybudoval reputaci odolného vozidla i ve velice náročných podmínkách.

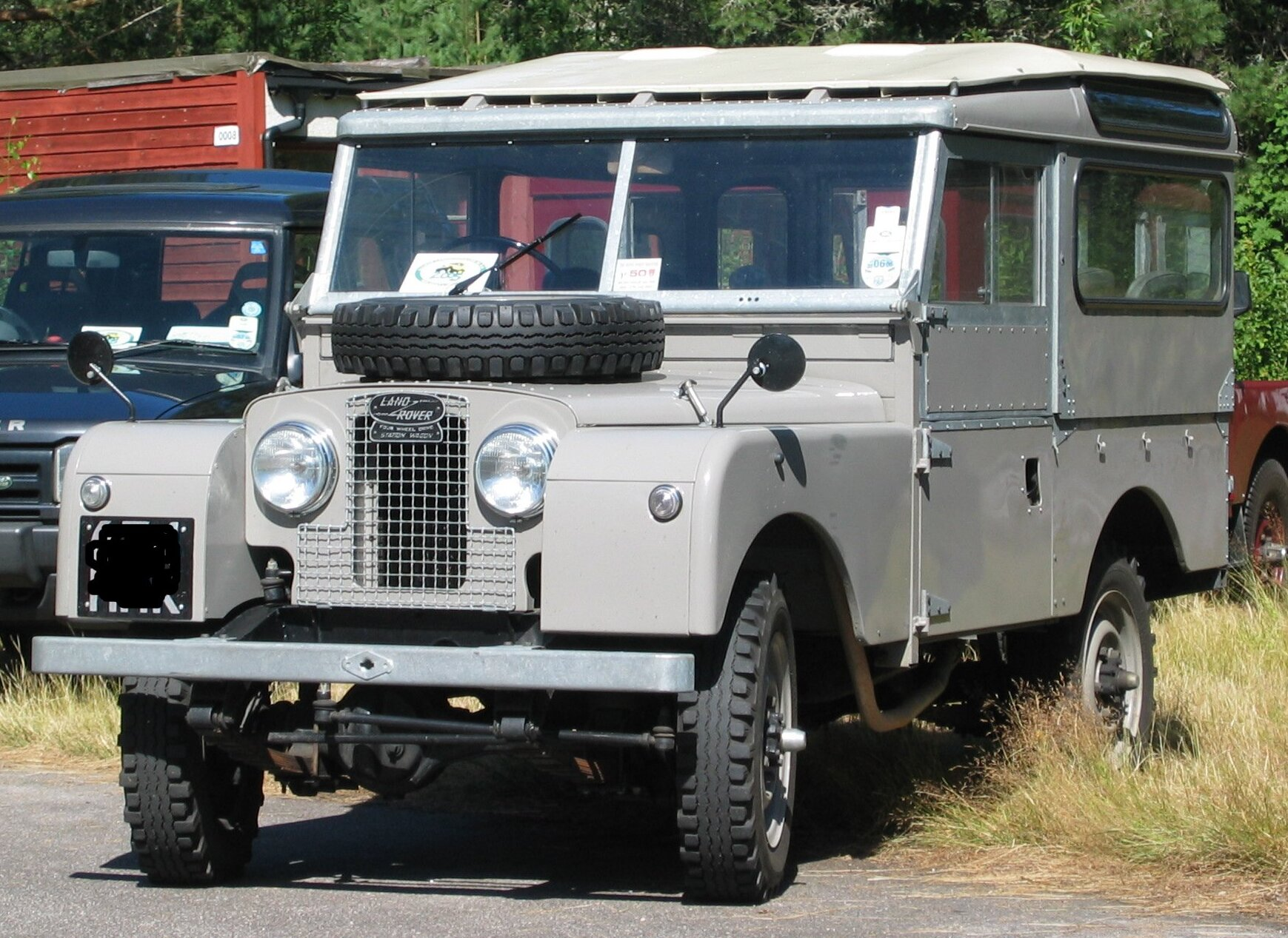
Land Rover Series 1

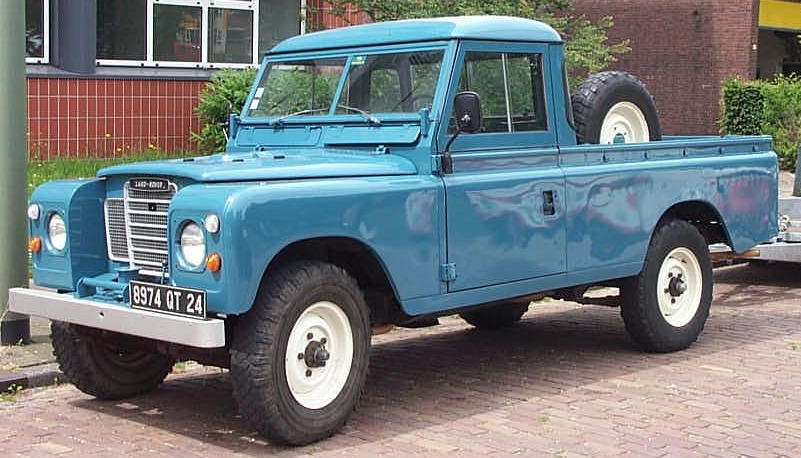
Land Rover 109 (1980)

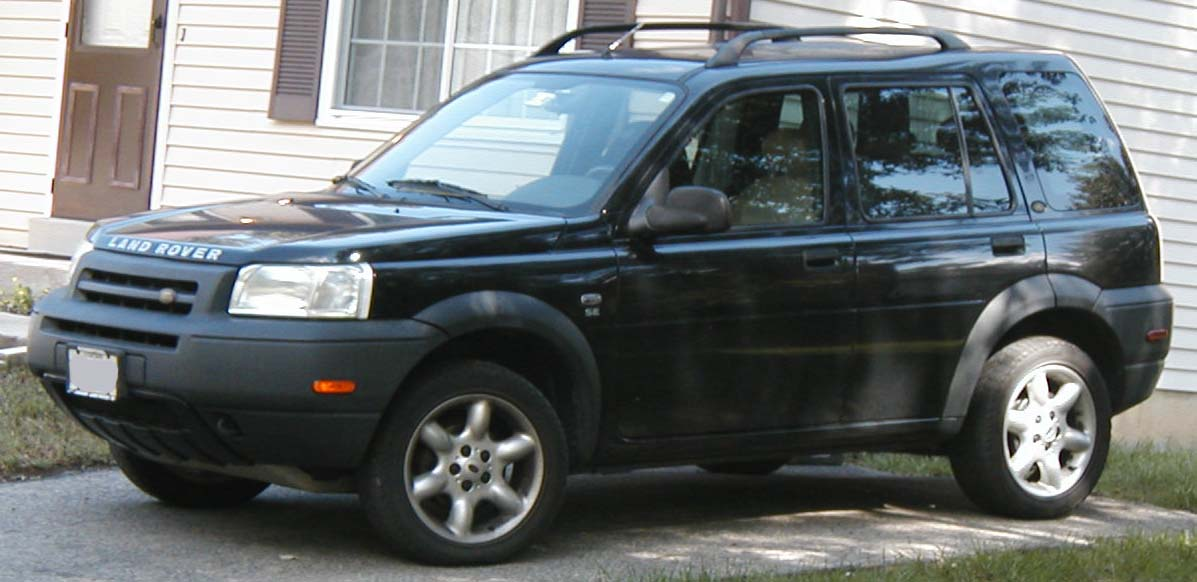
Land Rover Freelander

První Land Rover byl představen v roce 1948 na autosalónu v Amsterdamu. Byl to model Series 1. Vyrobeno bylo 648 kusů, z čehož se do dnešní doby zachovalo jen 20 exemplářů. Land Rover Series 1 byl předchůdcem dnešních vozů SUV. Poté přišly modely Series 2 a Series 3. Dnes se tento vůz vyrábí pod jménem Defender. V roce 2007 prošel posledním faceliftem. Výroba skončila v roce 2016, následníkem má být nový Defender v roce 2018. Land Rover však má ve výrobě i model Range Rover. Dnes jde již o třetí generaci. Dále pak následovníka modelu Freelander – Land Rover Discovery Sport. Jedním z nejúspěšnějších vozů značky je Discovery. Dnes už je ve výrobě jeho pátá generace. Velký úspěch zaznamenal i Range Rover Sport. Autoři prvního modelu jsou Maurice Wilks a jeho bratr Spencer Wilks.
V roce 2004 byla představena studie Range Stormer. Podle Land Roveru jde o nejsportovnější model, jaký kdy společnost vyrobila. Byl na něm odprezentován systém Terrain Response, což byla v roce 2004 světová novinka. Tomuto patentu se dnes žádná automobilka nepřibližuje. V tomto systému je možno si vybrat pět režimů:
1. Na cestu
2. Sníh, led, bláto
3. Vyježděné koleje
4. Písek
5. Kamení

Přesto je možno dobře jezdit např. s režimem písek i na sněhu. Ne však sníh pro jaký je určen mód 2 (hluboký). Tento mód je určený pro zdolávaní velkých odporů.

## Modely

### Současně vyráběné
- Land Rover Defender
- Land Rover Discovery
- Land Rover Discovery Sport
- Range Rover
- Range Rover Evoque
- Range Rover Sport
- Range Rover Velar

### Mimo výrobu
- Land Rover Series
  - Series I
  - Series II
  - Series III
- Land Rover Freelander